# Naine rouge (stade de naine blanche)
Pour les articles homonymes, voir Naine rouge (homonymie).
Cet article concerne le stade de l'évolution des naines blanches. Pour les petites étoiles de la séquence principale, voir Naine rouge.
Une naine rouge est un stade de l'évolution des étoiles compris entre la naine blanche et la naine noire. Ce type de « naines rouges » ne doit pas être confondu avec les petites et froides étoiles de la séquence principale également appelées naines rouges.

## Formation
Ce stade de naine rouge intermédiaire entre la naine blanche et la naine noire provient du refroidissement d'une naine blanche : celle-ci, à l'origine très chaude et émettant donc de grandes quantités de lumière à travers tout le spectre visible (d'où sa couleur blanche et le nom associé), devient de moins en moins chaude au fil du temps et, conformément à la loi de Wien, émet des rayonnements vers des longueurs d'onde de plus en plus grandes. Dans un premier temps, l'objet va donc continuer à émettre de la lumière visible mais principalement vers le côté rouge du spectre, d'où sa couleur rougeâtre et son nom de « naine rouge ». En continuant de se refroidir, ce résidu d'étoile émettra dans des longueurs encore plus grandes (rayonnements infrarouges au sens large) et finira par ne plus être visible dans le spectre visible : elle sera alors devenu une naine noire.

## Inexistence actuelle
Néanmoins, on pense que l'univers est actuellement encore trop jeune pour abriter de tels objets. Ils pourront peut-être apparaître d'ici quelques milliards d'années. 

Le Soleil en deviendra une, plus de 5 milliards d'années après sa phase de nébuleuse planétaire et sa condensation en naine blanche ; soit dans plus d'une dizaine de milliards d'années.